# Milan Marjanović
Milan Marjanović (...) è un ex giocatore di football americano serbo, che ha giocato nel ruolo di linebacker.